# マーガレット・ブリスベン (第5代ネイピア女卿)
第5代ネイピア女卿マーガレット・ブリスベン（英語: Margaret Brisbane, 5th Lady Napier、旧姓ネイピア（Napier）、1658年以前 – 1706年9月）は、スコットランド貴族。

## 生涯
第2代ネイピア卿アーチボルド・ネイピアとエリザベス・アースキン（Elizabeth Erskine、1676年以降没、第20代マー伯爵ジョン・アースキンの娘）の娘として生まれた。
1676年9月頃、ジョン・ブリスベン（John Brisbane、1638年頃 – 1684年、海軍本部秘書、ポルトガル駐在公使などを歴任）と結婚、2男1女をもうけた。
- チャールズ（1678年没） - パリで夭折
- ジョン（1704年没） - 海軍軍人、生涯未婚。ギニア沖で没
- エリザベス（1705年8月11日没） - 1699年12月、第2代準男爵サー・ウィリアム・スコット（英語版）と結婚、1男3女をもうけた。第6代ネイピア卿フランシス・ネイピアの母

1686年6月9日に姉ジーンの息子トマスが死去すると、ネイピア女卿の爵位を継承した。
1706年9月にロンドンで死去、娘エリザベスの息子フランシスが爵位を継承した。